# Meiga e Abusada
«Meiga e Abusada» es el primer sencillo de la cantante y compositora brasileña Anitta. Fue lanzada primero en las radios el 6 de julio de 2012 por el Furacão 2000.   El 6 de febrero de 2013 fue relanzado para descargar digital por la Warner Music, grabadora que la cantante había firmado en la época. La canción forma parte del álbum de estreno homónimo a la cantante Anitta (2013). La música forma parte de la banda sonora nacional de la novela de las nueve Rastros de Mentiras, de la Rede Globo.

## Antecedentes
Anitta fue descubierta por el disc jockey Renato Azevedo, conocido como Batutinha, al liberar públicamente un vídeo cantando "Soltinha", de la cantante Priscila Nocetti, en Youtube.   El mismo la invitó a realizar algunas pruebas de canto y presentaciones, con el objetivo de saber si ella era afinada vocalmente y tenía la capacidad de interpretar en un escenario; Ella llamó la atención del DJ al demostrar su habilidad en el stiletto - modo de baile sobre tacón alto. Con eso decidió trabajar con ella. Anitta fue contratada por la productora de conciertos de funk carioca Furacão 2000 ya través de la misma lanzó cuatro bandas: "Menina Má", "Proposta", "Fica Só Olhando" y "Eu Vou Ficar", que más tarde vendrían a componer el tracklist de su álbum debut. En junio de 2012, la empresaria Kamilla Fialho pagó R$ 260 mil a la compañía, para que la artista fuera agenciada por ella. Fialho montó un espectáculo con músicos y bailarines, invirtió en la imagen de Anitta, y la presentó a los productores Umberto Tavares y Manozinha. Anitta pasó a ser codiciada por las grandes discográficas; Se quedó "enrollando" a dos de ellas hasta decidirse por Warner Music, con quien firmó en enero de 2013, y el 6 de febrero tuvo lugar el lanzamiento de su primer single, "Meiga y Abusada", a través de la editorial discográfica.

## Video musical
El clip de la canción "Meiga e Abusada", de Anitta, que cuenta con la participación de la ex-BBB Mayra Cardi, fue al aire en Youtube el 18 de diciembre de 2012, pero la música sólo se puso a disposición para Download Digital casi 2 meses después . En la producción Mayra aparece vestida de empleada doméstica sexy, sirviendo la cena para la "patrona" y su familia.
Las escenas fueron grabadas en un estudio en Botafogo, Zona Sur de Río de Janeiro, y dirigidas por Blake Farber, que también trabajó con clips de Beyoncé. La primera parte del vídeo se hizo en Las Vegas. El vídeo muestra a Anitta divirtiéndose en Las Vegas con sus bailarinas. Al principio del vídeo, Anitta aparece en una casa con actores, rodeado de la mesa después de que Anitta empieza a cantar y el escenario va cambiando naturalmente.   El video fue inspirado en I Hate This Part del grupo pop estadounidense Pussycat Dolls. En el videoclip es posible ver a Anitta en un casino en Las Vegas, pero en la época sólo tenía 19 años, y la edad mínima para entrar es 21, ella entró oculta.

### Sinopsis
El video comienza con Anitta sentándose en una gran mesa, inspirada en el libro del británico Lewis Carroll, "Alice's Adventures in Wonderland". A su derecha está su madre y su padre, y la izquierda está su hermana menor. Las escenas se dirigen a la mesa, hasta que llega la empleada de la casa. Super sexy, a la empleada comienza a servir al novio de Anitta, que parece dejar a la joven un poco con ciumes, a continuación, Anitta aparece sola alrededor de la mesa, Las escenas se vuelven entre el té en familia, y Anitta sola en la mesa. Hasta que la joven aparece en Las Vegas disfrutando coma a sus amigas, en una Limusina negra con vestuarios provocantes, y jugando en un casino. A continuación, el vídeo muestra Anitta en un desierto con sus amigas bailando, las escenas se dirigen al casino, y Anitta en el desierto, mostrando para el hombre, que pensaba que ella estaba enamorada, que estaba completamente equivocado. Entonces Anitta encuentra a otro hombre cara en la calle, y lo tira hacia dentro de la limusina, junto con sus amigas, ella comienza a abusar del hombre. A continuación, las escenas se dirigen al té, donde la empleada se sirve al novio de Anitta con una forma provocadora, dejado Anitta furiosa. El vídeo termina con Anitta disfrutando en un gran hotel elegante en L.A. En realidad, sólo estaba siendo "Meiga e Abusada" con su novio.

## Lista de canciones
- Sencillo CD/Descarga digital

| Meiga e Abusada — Sencillo |                   |          |  |
| N.º                        | Título            | Duración |  |
| 1.                         | «Meiga e Abusada» | 3:49     |  |

## Créditos y personal
Créditos por «Anitta»:

### Personal
| - Composición – Larissa Machado, Jeferson Junior, Claudia Regina - Producción – Batutinha - Mixing – Batutinha en Umberto Tavares - Ilustración – Larissa Machado |

## Posicionamiento
| País   | Lista                  | Mejor posición |
| ------ | ---------------------- | -------------- |
| Brasil | Brasil Hot 100 Airplay | 41             |

## Premios
| Año  | Ceremonia                 | Categoría          | Resultado |
| ---- | ------------------------- | ------------------ | --------- |
| 2013 | Prêmio Extra de Televisão | Mejor tema musical | Nominado  |